# Löddeköpinge
Löddeköpinge is een plaats in de gemeente Kävlinge in Skåne de zuidelijkste provincie van Zweden. De plaats heeft 5582 inwoners (2005) en een oppervlakte van 345 hectare.

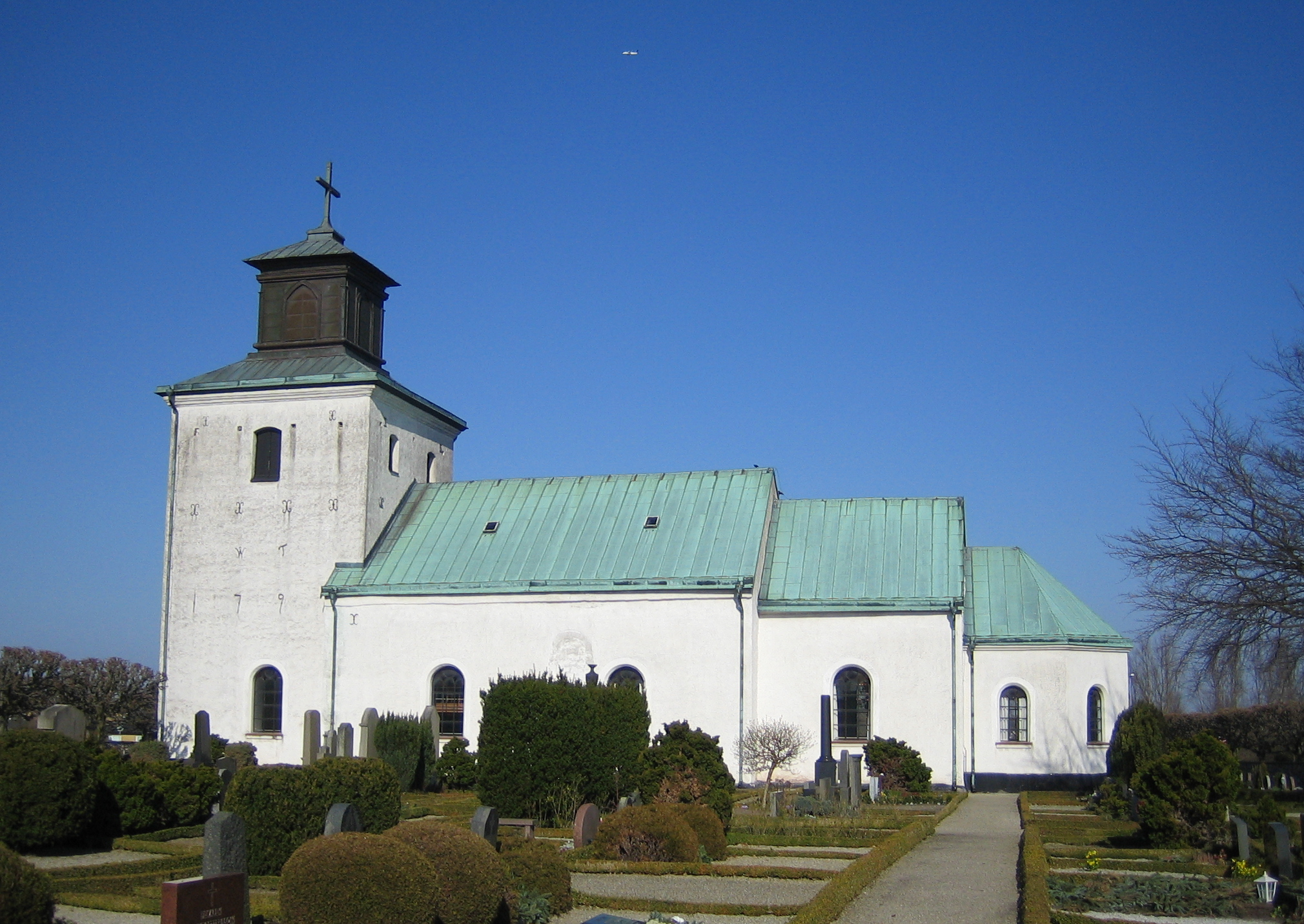
Kerk van Löddeköpinge
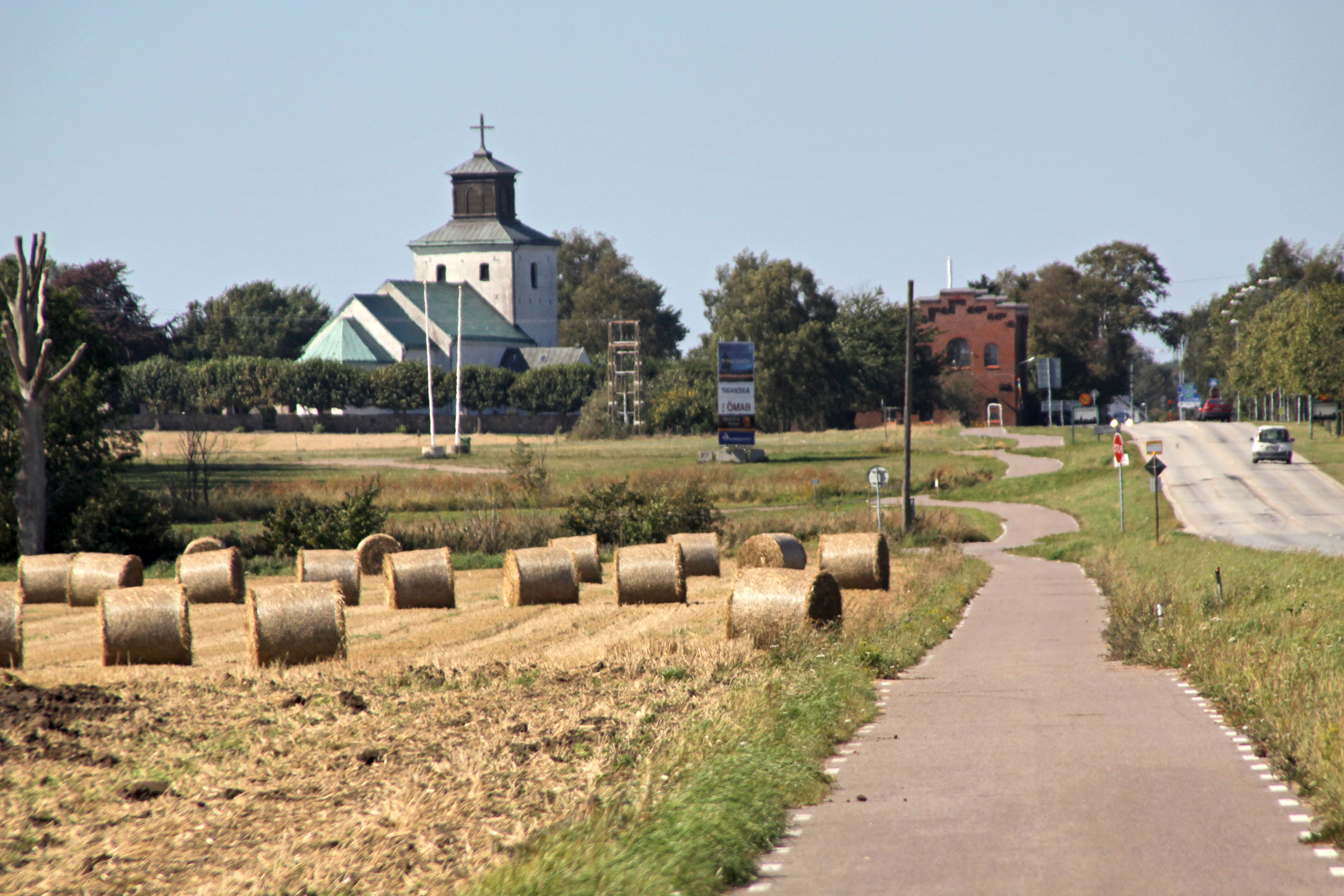
Löddeköpinge